# 贵州离颚细蜂
贵州离颚细蜂（学名：Vanhornia guizhouensis），离颚细蜂科离颚细蜂属的一种，分布于中国贵州省和泰国等地。模式产地为中国贵州惠水县。
在中国，本种于2023年被收录入《有重要生态、科学、社会价值的陆生野生动物名录》。

## 分类
研究人员在发表本种时，以本种为模式种创建了新属华颚细蜂属（Sinicivanhornia），称本种为贵州华颚细蜂。1998年华颚细蜂属被其他研究人员视为离颚细蜂属的同物异名。